# 広正社
株式会社広正社（こうせいしゃ）は、日本の広告代理店。

## 概要
1931年（昭和6年）創業の老舗企業である。事業目的は京成電鉄・東武鉄道・新京成電鉄等の指定代理店としての広告代理店業務および野外看板・ロードサイン・案内標示等の企画・製作・施工・メンテナンス業務である。
交通看板・案内表示等の企画・営業・製作・施工業務で確固たる営業基盤を確保している。創業社長からの社訓は「社員の成長が会社成長の原動力」である。

## 沿革
- 1931年3月14日[5] - 武藤欣之助が各種看板の製作、屋外広告、浴場広告の取扱いを主体として個人で創業する[3][4][6]。
- 1939年 - 京成電鉄の広告取扱い業務を開始する[3]。
- 1951年 - 宣伝自動車による商業放送宣伝を開始する[3]。
- 1953年 - 資本金50万円を以って有限会社に改組する[3][6]。
- 1955年 - 株式会社組織に改め、資本金200万円に増資する[3][4]。
- 1956年 - 一貫生産のできる看板製作工場を建設する[3]。
- 1957年 - 東武鉄道の指定代理店になる[3]。
- 1965年 - 資本金800万円に増資、関東鉄道、小湊鉄道、千葉中央バス等の広告取扱いを開始する[3]。
- 1970年 - 広正社本社ビル竣工、資本金1600万円に増資する[3]。
- 1971年 - 資本金を3200万円に増資、電子機器製造部門を新設する[3]。
- 1978年 - 千葉交通の広告取扱い総代理店となる[3]。
- 1981年 - 新京成電鉄の広告指定代理店となる[3]。
- 1984年 - ニッポン放送代理店となり、ラジオCMの取扱いを開始する[3]。広正社第2ビル竣工する[3]。
- 1986年 - 千葉都市モノレールの開業に伴い指定代理店になる[3]。
- 1995年 - 東葉高速鉄道の開業に伴い指定代理店となる[3]。
- 1997年 - コンピュータによる最新のデジタルサインシステムを導入する[3]。
- 2000年 - 千葉県松戸市に看板製作工場（松戸工場）を移転する[3]。
- 2001年 - 広正社第3ビル竣工[3]。
- 2007年 - 千葉県松戸市松飛台に新工場竣工する[3]。
- 2011年 - 広正社第1ビル建替え竣工する[3]。

## 主な加盟団体
主な加盟団体は以下の通りである。
- 東京商工会議所
- 東京屋外広告美術協同組合[1]
- 東京屋外広告協会（常任理事）
- 社団法人全国鉄道広告振興協会会員
- 京成広告会（会長）
- 東武鉄道広告会（副会長）
- 新京成広告会（会長）
- 東葉高速鉄道広告会
- JR東日本鉄道東京広告会